# Dan, hana-ui sarang
Dan, hana-ui sarang (kor. 단, 하나의 사랑; znany także jako Angel's Last Mission: Love) – południowokoreański serial telewizyjny. Główne role odgrywają w nim Shin Hye-sun, Kim Myung-soo, Lee Dong-gun, Kim Bo-mi, Do Ji-won oraz Kim In-kwon. Serial emitowany był na kanale KBS2 od 22 maja do 11 lipca 2019 roku, w każdą środę i czwartek o 22:00.

## Obsada

### Postacie pierwszoplanowe
- Shin Hye-sun jako Lee Yeon-seo / Choi Seol-Hee / Giselle
- Kim Myung-soo jako Dan / Kim Dan / Yoo Seong-woo
- Lee Dong-gun jako Ji Kang-woo
- Kim Bo-mi jako Geum Ni-na
- Do Ji-won jako Choi Yeong-ja
- Kim In-kwon jako Hu

### Postacie drugoplanowe
- Lee Ye-na jako Hwang Jeong-eun
- Woo Hee-jin jako Chung Yu-mi
- Lee Hwa-ryong jako Park Gyeong-il
- Gil Eun-hye jako Geum Ru-na
- Kim Seung-wook jako Geum Ki-chun
- Lee Je-yun jako Ki Joon-soo
- Kim Yi-kyung jako Gi Bo-ra
- Jo Sung-hyun jako Ko Sung-min
- Park Won-sang jako dyrektor baletu